# Duchailluia manca
Duchailluia manca är en kackerlacksart som först beskrevs av Gerstaecker 1883.  Duchailluia manca ingår i släktet Duchailluia och familjen storkackerlackor. Inga underarter finns listade i Catalogue of Life.